# Natação no Campeonato Mundial de Esportes Aquáticos de 2013 - 50 m livre feminino
A prova dos 50 metros livre feminino da natação no Campeonato Mundial de Esportes Aquáticos de 2013 ocorreu nos dias 3 de agosto e 4 de agosto no Palau Sant Jordi  em Barcelona. 

## Recordes
Antes desta competição, os recordes mundiais e do campeonato nesta prova eram os seguintes:
| Tipo                  | Atleta         | Tempo | Local | Data                |
| --------------------- | -------------- | ----- | ----- | ------------------- |
|                       | Britta Steffen | 23,73 | Roma  | 2 de agosto de 2009 |
| Recorde do campeonato | Britta Steffen | 23,73 | Roma  | 2 de agosto de 2009 |

## Medalhistas
| Ouro                      | Prata               | Bronze                  |
| Ranomi Kromowidjojo (NED) | Cate Campbell (AUS) | Francesca Halsall (GBR) |

## Resultados

### Eliminatórias
Esses foram os resultados das eliminatórias.
| Pos. | Bateria | Raia | Nadadora                   | Nacionalidade  | Tempo | Notas            |
| ---- | ------- | ---- | -------------------------- | -------------- | ----- | ---------------- |
| 1    | 8       | 4    | Cate Campbell              | Austrália      | 24.27 | Q                |
| 2    | 7       | 4    | Francesca Halsall          | Reino Unido    | 24.60 | Q                |
| 3    | 8       | 5    | Bronte Campbell            | Austrália      | 24.65 | Q                |
| 4    | 9       | 4    | Ranomi Kromowidjojo        | Países Baixos  | 24.68 | Q                |
| 5    | 9       | 5    | Dorothea Brandt            | Alemanha       | 24.78 | Q                |
| 6    | 7       | 7    | Chantal van Landeghem      | Canadá         | 24.89 | Q                |
| 7    | 7       | 6    | Simone Manuel              | Estados Unidos | 24.93 | Q                |
| 8    | 9       | 3    | Sarah Sjöström             | Suécia         | 24.99 | Q                |
| 9    | 9       | 6    | Natalie Coughlin           | Estados Unidos | 25.00 | Q                |
| 10   | 9       | 7    | Victoria Poon              | Canadá         | 25.01 | Q                |
| 10   | 9       | 8    | Aleksandra Urbańczyk       | Polónia        | 25.01 | Q,               |
| 12   | 8       | 3    | Jeanette Ottesen           | Dinamarca      | 25.04 | Q                |
| 13   | 7       | 5    | Arianna Vanderpool-Wallace | Bahamas        | 25.15 | Q                |
| 14   | 8       | 6    | Femke Heemskerk            | Países Baixos  | 25.19 | Q                |
| 15   | 9       | 9    | Hanna-Maria Seppälä        | Finlândia      | 25.20 | Q                |
| 16   | 8       | 8    | Pernille Blume             | Dinamarca      | 25.23 | Q                |
| 17   | 7       | 8    | Silvia di Pietro           | Itália         | 25.24 |                  |
| 18   | 9       | 2    | Graciele Herrmann          | Brasil         | 25.32 |                  |
| 19   | 7       | 3    | Amy Smith                  | Reino Unido    | 25.37 |                  |
| 20   | 6       | 5    | Liliana Ibáñez             | México         | 25.51 | Recorde nacional |

| Ver o restante da classificação | Ver o restante da classificação | Ver o restante da classificação | Ver o restante da classificação | Ver o restante da classificação | Ver o restante da classificação | Ver o restante da classificação |
| Pos.                            | Bateria                         | Raia                            | Nadadora                        | Nacionalidade                   | Tempo                           | Notas                           |
| ------------------------------- | ------------------------------- | ------------------------------- | ------------------------------- | ------------------------------- | ------------------------------- | ------------------------------- |
| 21                              | 8                               | 9                               | Yuliya Khitraya                 | Bielorrússia                    | 25.56                           |                                 |
| 22                              | 7                               | 2                               | Svetlana Kniaginina             | Rússia                          | 25.59                           |                                 |
| 23                              | 6                               | 7                               | Miroslava Najdanovski           | Sérvia                          | 25.63                           |                                 |
| 24                              | 9                               | 1                               | Alessandra Marchioro            | Brasil                          | 25.68                           |                                 |
| 25                              | 9                               | 0                               | Yayoi Matsumoto                 | Japão                           | 25.69                           |                                 |
| 26                              | 8                               | 7                               | Tang Yi                         | China                           | 25.72                           |                                 |
| 27                              | 7                               | 9                               | Julie Meynen                    | Luxemburgo                      | 25.74                           |                                 |
| 28                              | 5                               | 5                               | Chinyere Pigot                  | Suriname                        | 25.83                           | Recorde nacional                |
| 29                              | 6                               | 6                               | Amanda Lim                      | Singapura                       | 25.86                           |                                 |
| 30                              | 7                               | 1                               | Yin Fan                         | China                           | 25.87                           |                                 |
| 30                              | 8                               | 2                               | Theodora Drakou                 | Grécia                          | 25.87                           |                                 |
| 32                              | 6                               | 8                               | Ingibjörg Jónsdóttir            | Islândia                        | 25.88                           |                                 |
| 33                              | 8                               | 0                               | Trudi Maree                     | África do Sul                   | 26.02                           |                                 |
| 34                              | 6                               | 2                               | Susann Bjørnsen                 | Noruega                         | 26.09                           |                                 |
| 35                              | 6                               | 0                               | Carolina Colorado               | Colômbia                        | 26.18                           |                                 |
| 36                              | 6                               | 1                               | Elmira Aigaliyeva               | Cazaquistão                     | 26.22                           |                                 |
| 37                              | 8                               | 1                               | Daniela Schreiber               | Alemanha                        | 26.24                           |                                 |
| 38                              | 5                               | 7                               | Allyson Ponson                  | Aruba                           | 26.27                           |                                 |
| 39                              | 5                               | 4                               | Gabriela Ņikitina               | Letônia                         | 26.31                           |                                 |
| 40                              | 5                               | 6                               | Lei On Kei                      | Macau                           | 26.33                           |                                 |
| 41                              | 5                               | 3                               | Yamilé Bahamonde                | Equador                         | 26.46                           |                                 |
| 42                              | 6                               | 3                               | Sabina Dostálová                | Chéquia                         | 26.57                           |                                 |
| 43                              | 5                               | 9                               | Karen Torrez                    | Bolívia                         | 26.69                           |                                 |
| 44                              | 4                               | 5                               | Sylvia Brunlehner               | Quênia                          | 26.73                           | Recorde nacional                |
| 45                              | 5                               | 8                               | Rebecca Heyliger                | Bermudas                        | 26.86                           |                                 |
| 46                              | 5                               | 2                               | Anastasia Bogdanovski           | Macedônia do Norte              | 26.93                           |                                 |
| 47                              | 4                               | 4                               | Bayan Jumah                     | Síria                           | 26.94                           | Recorde nacional                |
| 48                              | 4                               | 7                               | Faye Sultan                     | Kuwait                          | 27.25                           | Recorde nacional                |
| 49                              | 5                               | 1                               | Karen Riveros                   | Paraguai                        | 27.36                           |                                 |
| 50                              | 4                               | 3                               | Monika Vasilyan                 | Armênia                         | 27.50                           |                                 |
| 51                              | 4                               | 6                               | Kimiko Raheem                   | Sri Lanka                       | 27.87                           |                                 |
| 52                              | 3                               | 8                               | Ophelia Swayne                  | Gana                            | 28.10                           |                                 |
| 53                              | 4                               | 9                               | Pilar Shimizu                   | Guam                            | 28.14                           |                                 |
| 54                              | 4                               | 8                               | Irene Prescott                  | Tonga                           | 28.19                           |                                 |
| 55                              | 6                               | 9                               | Sabine Hazboun                  | Palestina                       | 28.29                           |                                 |
| 56                              | 4                               | 2                               | Mónica Ramírez                  | Andorra                         | 28.35                           |                                 |
| 57                              | 3                               | 4                               | Brittany van Lange              | Guiana                          | 28.46                           |                                 |
| 58                              | 4                               | 1                               | Anxhela Kashari                 | Albânia                         | 28.48                           |                                 |
| 59                              | 3                               | 1                               | Felicity Passon                 | Seicheles                       | 28.62                           |                                 |
| 60                              | 3                               | 9                               | Yara Lima                       | Angola                          | 28.69                           |                                 |
| 61                              | 3                               | 6                               | Tiara Shahril                   | Brunei                          | 28.74                           |                                 |
| 62                              | 4                               | 0                               | Tilka Paljk                     | Zâmbia                          | 29.05                           |                                 |
| 63                              | 2                               | 1                               | Colleen Furgeson                | Ilhas Marshall                  | 29.09                           |                                 |
| 64                              | 3                               | 7                               | Deandra van der Colff           | Botswana                        | 29.27                           |                                 |
| 65                              | 1                               | 9                               | Merjen Saryyeva                 | Turquemenistão                  | 29.63                           | Recorde nacional                |
| 66                              | 3                               | 3                               | Mariam Foum                     | Tanzânia                        | 29.86                           |                                 |
| 67                              | 3                               | 0                               | Sameera Al-Bitar                | Bahrein                         | 29.88                           |                                 |
| 68                              | 3                               | 2                               | Khadidiatou Dieng               | Senegal                         | 29.89                           |                                 |
| 69                              | 2                               | 7                               | Rachel Wall                     | Antígua e Barbuda               | 30.14                           |                                 |
| 70                              | 2                               | 8                               | Sofia Shah                      | Nepal                           | 30.16                           |                                 |
| 71                              | 2                               | 5                               | Dirngulbai Misech               | Palau                           | 30.22                           |                                 |
| 72                              | 2                               | 2                               | Alphonsine Agahozo              | Ruanda                          | 30.66                           |                                 |
| 73                              | 2                               | 6                               | Angel de Jesus                  | Marianas Setentrionais          | 31.01                           |                                 |
| 74                              | 2                               | 3                               | Hemthon Vitiny                  | Camboja                         | 31.05                           |                                 |
| 75                              | 2                               | 4                               | Aminath Shajan                  | Maldivas                        | 31.52                           |                                 |
| 76                              | 2                               | 0                               | Angelika Ouedraogo              | Burquina Fasso                  | 31.68                           |                                 |
| 77                              | 1                               | 4                               | Karina Klimyk                   | Tajiquistão                     | 32.42                           |                                 |
| 78                              | 2                               | 9                               | Danisha Paul                    | Estados Federados da Micronésia | 34.29                           |                                 |
| 79                              | 1                               | 7                               | Haoua Sangare                   | Mali                            | 34.49                           |                                 |
| 80                              | 1                               | 3                               | Elsie Uwamahoro                 | Burundi                         | 34.80                           |                                 |
| 81                              | 1                               | 6                               | Mhasin El Nour Fadlalla         | Sudão                           | 36.20                           |                                 |
| 82                              | 1                               | 2                               | Nazlati Mohamed Andhumdine      | Comores                         | 38.45                           |                                 |
| 83                              | 1                               | 0                               | Charmel Sogbadji                | Benim                           | 42.13                           |                                 |
| 84                              | 1                               | 8                               | Alexandra Wilman                | República Centro-Africana       | 99.99                           | DNS                             |
| 84                              | 1                               | 5                               | Stephane Sangala                | República do Congo              | 99.99                           | DNS                             |
| 84                              | 1                               | 1                               | Adzo Kpossi                     | Togo                            | 99.99                           | DNS                             |
| 84                              | 3                               | 5                               | Khahliso Mpeta                  | Lesoto                          |                                 | DNS                             |
| 84                              | 5                               | 0                               | Miriam Corsini                  | Moçambique                      | 99.99                           | DNS                             |
| 84                              | 6                               | 4                               | Farida Osman                    | Egito                           | 99.99                           | DNS                             |
| 84                              | 7                               | 0                               | Rūta Meilutytė                  | Lituânia                        | 99.99                           | DNS                             |

### Semifinal
Esses foram os resultados das semifinais. 
Semifinal 1
| Pos. | Raia | Nadadora              | Nacionalidade | Tempo | Notas |
| ---- | ---- | --------------------- | ------------- | ----- | ----- |
| 1    | 5    | Ranomi Kromowidjojo   | Países Baixos | 24.33 | Q     |
| 2    | 7    | Jeanette Ottesen      | Dinamarca     | 24.54 | Q     |
| 3    | 4    | Francesca Halsall     | Reino Unido   | 24.61 | Q     |
| 4    | 6    | Sarah Sjöström        | Suécia        | 24.65 | Q     |
| 5    | 3    | Chantal van Landeghem | Canadá        | 24.96 |       |
| 6    | 8    | Pernille Blume        | Dinamarca     | 25.01 |       |
| 7    | 1    | Femke Heemskerk       | Países Baixos | 25.10 |       |
| 8    | 2    | Victoria Poon         | Canadá        | 25.42 |       |

Semifinal 2
| Pos. | Raia | Nadadora                   | Nacionalidade  | Tempo | Notas |
| ---- | ---- | -------------------------- | -------------- | ----- | ----- |
| 1    | 4    | Cate Campbell              | Austrália      | 24.19 | Q     |
| 2    | 5    | Bronte Campbell            | Austrália      | 24.62 | Q     |
| 3    | 3    | Dorothea Brandt            | Alemanha       | 24.85 | Q     |
| 4    | 6    | Simone Manuel              | Estados Unidos | 24.91 | Q     |
| 5    | 2    | Natalie Coughlin           | Estados Unidos | 25.02 |       |
| 6    | 7    | Aleksandra Urbańczyk       | Polónia        | 25.03 |       |
| 7    | 8    | Hanna-Maria Seppälä        | Finlândia      | 25.06 | =     |
| 8    | 1    | Arianna Vanderpool-Wallace | Bahamas        | 25.24 |       |

### Final
Esse foi o resultado da final. 
| Pos.              | Raia | Nadadora            | Nacionalidade  | Tempo | Notas |
| ----------------- | ---- | ------------------- | -------------- | ----- | ----- |
| Medalha de ouro   | 5    | Ranomi Kromowidjojo | Países Baixos  | 24.05 |       |
| Medalha de prata  | 4    | Cate Campbell       | Austrália      | 24.14 |       |
| Medalha de bronze | 6    | Francesca Halsall   | Reino Unido    | 24.30 |       |
| 4                 | 7    | Sarah Sjöström      | Suécia         | 24.45 |       |
| 5                 | 2    | Bronte Campbell     | Austrália      | 24.66 |       |
| 5                 | 3    | Jeanette Ottesen    | Dinamarca      | 24.66 |       |
| 7                 | 8    | Simone Manuel       | Estados Unidos | 24.80 |       |
| 8                 | 1    | Dorothea Brandt     | Alemanha       | 24.81 |       |

Legenda
| Recorde mundial       | Recorde mundial (World record)               |                       | Recorde africano                      | Recorde africano (African) |                                           | Q | Classificado por posição (Qualified) |
| Recorde do campeonato | Recorde do campeonato (Championship record)  | Recorde da América    | Recorde da América (Americas)         | q                          | Classificado por melhor tempo (Qualified) |   |                                      |
| Melhor marca do ano   | Melhor marca do ano (World leading)          | Recorde asiático      | Recorde asiático (Asian)              | DNS                        | Não largou (Did not start)                |   |                                      |
| Recorde nacional      | Recorde nacional (National record)           | Recorde europeu       | Recorde europeu (European)            | DNF                        | Não terminou (Did not finish)             |   |                                      |
| Recorde pessoal       | Recorde pessoal do atleta (Personal best)    | Recorde da Oceania    | Recorde da Oceania (Oceania)          | DSQ / DQ                   | Desclassificado (Disqualified)            |   |                                      |
| Recorde da temporada  | Recorde da temporada do atleta (Season best) | Recorde sul-americano | Recorde sul-americano (South America) | NM                         | Sem marca (No mark)                       |   |                                      |